# Omboué flygplats
Omboué flygplats är en flygplats vid orten Omboué i Gabon. Den ligger i provinsen Ogooué-Maritime, i den västra delen av landet, 220 km söder om huvudstaden Libreville. Omboué flygplats ligger 10 meter över havet. IATA-koden är OMB och ICAO-koden FOOH. Terminalbyggnaden brann ned 2015. 2022 inleddes förhandlingar om en återuppbyggnad.